# 장규석
장규석(張圭錫, 1960년 5월 5일 ~ )은 대한민국 경상남도의회 의원이다.

## 학력
- 진주봉래초등학교
- 진주중앙중학교
- 진주고등학교 졸업
- 경상대학교 법학 학사
- 경상대학교 대학원 법학 석사 (사법전공)
- 경남대학교 대학원 법학 박사과정 수료

## 경력
- 진주전문대학 외래교수
- 진주보건대학 외래교수
- 진주장애인복지센터 이사
- 목화노인병원 이사장
- 진주발전포럼 사무총장
- 2018년 7월 1일 ~ 2022년 6월 30일 : 제11대 경상남도의회 의원
- 2018년에 더불어민주당으로 당선된 장규석은 탈당
- 국민의 힘 경선이 끝나기전 2021년 9월 30일 장규석 경남도의회 제1부의장과 경남서부자유민주총연맹은 30일 홍준표 국민의힘 대선 경선 후보 지지를 선언했다.
- 11월 5일 경선결과는 윤석열 후보로 12대 지방선거에서 볼 수 있을까?

## 역대 선거 결과
|  | 28.8% |

|  | 27.97% |

|  | 33.69% |

|  | 32.82% |

|  | 46.71% |

|  | 46.1% |

|  | 49.14% |